# Ignacio Gogorza
Ignacio Gogorza Izaguirre SCI di Beth (ur. 28 lipca 1936 w Azcoitia) – hiszpański duchowny katolicki posługujący w Paragwaju, biskup diecezji Encarnación w latach 2004-2014.

## Życiorys
Święcenia kapłańskie przyjął 29 czerwca 1961 w Zgromadzeniu Najświętszego Serca Jezusowego z Bétharram. Został skierowany do Buenos Aires jako członek prowincji zakonnej Río de la Plata, obejmującej Argentynę, Paragwaj i Urugwaj. Pełnił funkcje duszpasterskie i akademickie w Argentynie.

### Episkopat
26 marca 1998 został mianowany przez papieża Jana Pawła II biskupem diecezji Coronel Oviedo. Sakry biskupiej udzielił mu 7 czerwca tegoż roku abp Felipe Santiago Benitez Avalos.
3 lutego 2001 został przeniesiony na stolicę biskupią Ciudad del Este.
12 lipca 2004 został prekonizowany biskupem diecezji Encarnación. Urząd objął dwa miesiące później.
15 listopada 2014 przeszedł na emeryturę.